# Tomorrow's Modern Boxes
Tomorrow's Modern Boxes je druhé sólové studiové album anglického hudebníka Thoma Yorka, jež vyšlo dne 26. září 2014. Jeho producentem byl Nigel Godrich, dlouholetý spolupracovník Yorkeovy domovské skupiny Radiohead, a autorem obalu byl Stanley Donwood, jenž se skupinou rovněž spolupracoval. Yorke nahrávku původně vydal přes peer-to-peer službu BitTorrent. Cena za stažení byla šest dolarů. Za šest dnů po vydání si jí stáhlo více než jeden milion lidí. Album se stalo nejstahovanějším legálním torrentem roku 2014. Později bylo album vydáno také na gramofonové desce a kompaktním disku. Jedná se o Yorkeovo první sólové album od roku 2006, kdy vyšel jeho debut The Eraser.

## Seznam skladeb
Autorem všech skladeb je Thom Yorke, výjimkou je „Guess Again!“, jejíž autory jsou Thom Yorke a Colin Greenwood.
1. „A Brain in a Bottle“ – 4:41
2. „Guess Again!“ – 4:24
3. „Interference“ – 2:49
4. „The Mother Lode“ – 6:07
5. „Truth Ray“ – 5:14
6. „There Is No Ice (For My Drink)“ – 7:00
7. „Pink Section“ – 2:35
8. „Nose Grows Some“ – 5:23